# Søren Berg
Søren Berg (ur. 15 maja 1976 w Odense) – duński piłkarz występujący na pozycji skrzydłowego lub napastnika.

## Kariera klubowa
Berg karierę rozpoczynał w amatorskim klubie Fjordager IF. Na początku 2000 roku przeszedł do Dalum IF. W sezonie 1999/2000 jego klub spadł do trzeciej ligi duńskiej. Latem 2000 roku Berg odszedł do Odense Boldklub. W pierwszej lidze duńskiej zadebiutował 29 lipca 2000 roku w bezbramkowo zremisowanym meczu z Brøndby IF. Od pierwszego sezonu gry w Odense regularnie występował w Superligaen. 1 października 2000 roku w przegranym 1:3 spotkaniu z Akademisk BK strzelił pierwszego gola w najwyższej lidze duńskiej. W 2002 roku Berg zdobył z klubem Puchar Danii. W Odense spędził sześć sezonów, w których rozegrał łącznie 186 ligowych spotkań, zdobywając w nich 41 bramek.
W lipcu 2006 roku podpisał kontrakt z norweskim Vikingiem. Pierwszy mecz w Tippeligaen rozegrał 2 lipca 2006 roku przeciwko Rosenborgowi Trondheim (1:3). Pierwszego gola w lidze norweskiej strzelił 29 października 2006 roku w przegranym 1:4 spotkaniu z Rosenborgiem. W Vikingu spędził dwa sezony, w których zagrał w 37 ligowych meczach, strzelając w nich 6 goli.
W styczniu 2008 roku powrócił do Danii, podpisując kontrakt z Randers FC. W tym klubie zadebiutował 16 marca 2008 roku w przegranym 1:3 meczu z Brøndby IF. Na początku 2011 roku przeszedł do Aarhus GF. W sezonie 2010/2011 jego zespół awansował do Superligaen.
W styczniu 2013 roku został zawodnikiem FC Vestsjælland. W sezonie 2012/2013 Berg po raz drugi w karierze wywalczył awans do najwyższej ligi duńskiej. W lutym 2014 roku ogłosił zakończenie kariery po sezonie 2013/2014.

## Kariera reprezentacyjna
Berg rozegrał dwa oficjalne spotkania w reprezentacji Danii. W drużynie narodowej zadebiutował 2 kwietnia 2003 w przegranym 0:2 meczu eliminacji Mistrzostw Europy 2004 z Bośnią i Hercegowiną. Drugi raz w kadrze zagrał 1 marca 2006 roku w wygranym 2:0 towarzyskim pojedynku z Izraelem.